# Ekspozycja (literatura)
Ekspozycja (z łac. expositio – wystawienie) – w utworach dramatycznych, epickich oraz innych formach narracyjnych jest to początkowa część fabuły, której celem jest wprowadzenie odbiorcy w świat przedstawiony. Ekspozycja ma na celu zapoznanie widza lub czytelnika z tłem wydarzeń, głównymi postaciami, problemami i konfliktami, które będą rozwijane w dalszej części utworu. Jest to istotny element struktury narracyjnej, umożliwiający odbiorcy zrozumienie kontekstu fabuły oraz motywacji bohaterów.
Ekspozycja może przybierać różne formy, w zależności od rodzaju dzieła. W literaturze epickiej często realizowana jest poprzez opis, dialogi lub retrospekcje, natomiast w dramacie może być wyrażona przez monologi, dialogi lub inscenizacje. W filmie ekspozycja może być przedstawiona za pomocą wizualnych środków wyrazu, takich jak scenografia, kostiumy, muzyka, czy montaż.
Ekspozycja pełni kilka funkcji, m.in.:
- Informacyjna – dostarcza niezbędnych informacji o miejscu, czasie, postaciach i sytuacji wyjściowej[3].
- Motywacyjna – przedstawia konflikty i problemy, które będą napędzać akcję utworu.
- Estetyczna – buduje nastrój i ton utworu, wprowadzając odbiorcę w specyficzną atmosferę narracji.

## Przykłady zastosowania ekspozycji
- Literatura: W Hamlecie Williama Szekspira, ekspozycja obejmuje rozmowę strażników na zamku Elsynor, która ujawnia niepokój związany z pojawieniem się ducha starego króla.
- Film: W Władcy Pierścieni: Drużynie Pierścienia Petera Jacksona, ekspozycja przedstawia historię Pierścienia i Saurona, co jest kluczowe dla zrozumienia późniejszych wydarzeń.